# 道の駅白川郷
道の駅白川郷（みちのえき しらかわごう）は、岐阜県大野郡白川村大字飯島にある国道156号の道の駅である。白川郷合掌ミュージアムが併設されている。

## 施設
- 駐車場
  - 普通車：161台[4]
  - 大型車：4台[4]
  - 身障者用：3台[4]
- トイレ（いずれも24時間利用可能）
  - 男：3器（大便器）・6器（小便器）
  - 女：6器
  - 身障者用：1器
- お土産店（8:30 - 17:00）[4]
- 食事処「水屋」（みんじゃ・フードコート、9:30 - 16:00）[4]
- 白川郷合掌ミュージアム（8:30 - 17:00）[4]

## 休館日
- 年末年始（12月29日 - 1月1日）[4]

## アクセス
- 国道156号 - 登録路線
- 東海北陸自動車道 白川郷ICよりすぐ。

## 周辺
- 白川郷（世界遺産・白川郷・五箇山の合掌造り集落）
- 白山白川郷ホワイトロード
- 庄川
- 白川村役場
- 白川村総合文化交流施設
- 関西電力鳩谷発電所